# Ron Wyatt
Ronald Eldon Wyatt (1933-1999) fue un enfermero anestesista y arqueólogo que afirmó haber descubierto las evidencias arqueológicas de algunas historias bíblicas.

## Biografía
Wyatt era enfermero anestesista, descendiente de la tribu de Juda cuando en 1960 vio una fotografía del sitio arqueológico de Durupinar en la revista Life Magazine. El descubrimiento del sitio, formado por una estructura con forma de barco sobre una montaña cercana al Monte Ararat, causó una amplia discusión entre círculos cristianos evangélicos respecto a la posibilidad de que pudiera tratarse de los restos del Arca de Noé. Impresionado por el descubrimiento, Wyatt comenzó su carrera de arqueólogo aficionado. Desde 1977 hasta su muerte en 1999, Wyatt hizo más de cien viajes al Medio Oriente. Sus investigaciones abarcaron una gran variedad de lugares y artefactos descritos tanto en el Antiguo como en el Nuevo Testamento.

## Descubrimientos
A su muerte, el 4 de agosto de 1999, Wyatt afirmaba haber realizado numerosos descubrimientos relacionados con la arqueología bíblica, entre los que se encuentran los siguientes:
- El Arca de Noé, en el sitio arqueológico de Durupinar, ubicado a 18,25 millas al sur del Monte Ararat. Lugar Arca de Noé Más del Arca de Noé
- Anclas de piedra usadas por el Arca de Noé.
- La casa y las sepulturas de Noé y su esposa.
- Los restos de Sodoma y Gomorra. Sodoma y Gomorra
- Piedras de azufre entre las cenizas de Sodoma y Gomorra.
- La Torre de Babel, al Sur de Turquía. Torre de Babel
- La forma en que los egipcios construyeron las pirámides.
- El lugar donde los israelitas cruzaron el Mar Rojo, ubicado en el Golfo de Aqaba. Cruce Mar Rojo
- Ruedas de carros y otras reliquias del ejército del Faraón, ubicados en el fondo del Mar Rojo.
- El sitio del Monte Sinaí bíblico, en Arabia Saudita. Lugar Monte Sinaí
- La roca del Monte Horeb desde donde manó agua cuando fue golpeada por Moisés.
- El lugar del terremoto de Coré.
- Una cámara al final del laberinto de túneles bajo Jerusalén conteniendo varios objetos del Templo de Salomón.
- El lugar de la crucifixión de Jesús.
- El Arca de la Alianza y las piedras con los diez mandamientos. Lugar del Arca se encuentra en la tumba del jardin en Jerusalen zona de Iglesia Anglicana.
- Sangre de Cristo, derramada sobre el propiciatorio del Arca de la Alianza bajo el lugar de la crucifixión(estaba fresca.)Los adventistas más estudiosos afirman que se cumplió con eso el Salmos 85
- Cruce del Mar Rojo

## Recepción
Las investigaciones de Wyatt atrajeron la atención pública, especialmente de grupos cristianos entusiasmados por el descubrimiento de evidencia tangible de los hechos bíblicos, sin embargo ha sido discutida por asociaciones arqueológicas, arqueólogos profesionales y también por otros grupos cristianos.
La Asociación de la Tumba del Jardín de Jerusalén afirma en una carta dirigida a los visitantes:

El Concilio de la Asociación de la Tumba del Jardín (Londres) niega enfáticamente las afirmaciones del señor Wyatt respecto a haber descubierto el Arca del Pacto original o cualquier otro artefacto bíblico dentro de los límites del área conocida como "la tumba del jardín", en Jerusalén. Aunque en numerosas ocasiones se le permitió al señor Wyatt excavar dentro de este jardín privado (la última de las cuales fue en el verano de 1991), el personal de la Asociación vigiló sus avances e ingresó a la excavación. Por tanto tenemos conocimiento de que nunca fue descubierto nada que permitiera apoyar sus afirmaciones, ni hemos visto ninguna evidencia de artefactos bíblicos o tesoros del templo.

El arqueólogo Joe Zias del Israel Antiquities Authority (IAA) afirmó que: "Ron Wyatt no es arqueólogo ni ha llevado a cabo excavaciones autorizadas legalmente en Israel o en Jerusalén. Para poder excavar uno debe tener al menos un título de bachiller en arqueología, lo que [Wyatt] no posee aunque afirme lo contrario [...] [sus afirmaciones] caen en la categoría de la basura que uno encuentra en tabloides sensacionalistas como el National Enquirer, The Sun, etc." Pero como ya citamos anteriormente el Concilio de la Asociación de la Tumba del Jardín le había permitido la entrada y sus investigaciones.
El ministerio cristiano "Answer in Genesis" (Respuestas en el Génesis) calificó las afirmaciones de Wyatt como fraudulentas.
Un profesor de arqueología adventista resume las afirmaciones de Wyatt respecto al Arca de Noé y a las anclas de piedra con las siguientes palabras: "Aunque el sitio arqueológico de Dupinar tiene el largo correcto del arca de Noé, [...] [es] demasiado ancho para ser el arca. Wyatt ha afirmado que la "forma de barco" de esta formación sólo puede ser explicada por el arca de Noé, pero tanto Shea como Terian han ofrecido otras explicaciones posibles. Asimismo, Wyatt argumenta que las piedras que encontró son anclas, sin embargo Terian afirma la existencia de piedras similares fuera del sitio de Dupinar que fueron usadas en cultos paganos, posteriormente adaptadas por cristianos.cristianos".
La organización oficial de Wyatt, la "Wyatt Archaeological Research" (WAR), afirma que la IAA siempre estuvo al tanto de las excavaciones y que emitió permisos verbales para la mayoría de ellas y permisos oficiales para todas las excavaciones desde el 2002.
Ron Wyatt falleció de cáncer el 4 de agosto de 1999, a la edad de 66 años, en el Baptist Central Hospital en Memphis, Tennessee.

## Después de su muerte
Después del fallecimiento de Wyatt, surgió una disputa entre la Wyatt Archaeological Research, organización oficial fundada por Wyatt, y ministerios independientes y personas particulares que previamente habían colaborado con la WAR. Actualmente la WAR afirma ser la única propietaria de todas las fotografías, la correspondencia y otra propiedad intelectual de Wyatt, sin embargo algunos particulares que conocieron y trabajaron con Wyatt han establecido ministerios independientes y sitios Web con el propósito de promover los descubrimientos de Wyatt fuera del marco establecido por WAR.